# Polonia Bydgoszcz (speedway)
Pour l’article homonyme, voir Polonia Bydgoszcz.
Le ŻKS Polonia (nom complet : Żużlowy Klub Sportowy „Polonia” Bydgoszcz S.A.) est un club de speedway situé à Bydgoszcz dans la voïvodie de Couïavie-Poméranie, en Pologne. Il évolue en Speedway Ekstraliga.

## Palmarès
- Championnat de Pologne :
  - Champion (7) : 1955, 1971, 1992, 1997, 1998, 2000, 2002
  - Vice-champion (7) : 1951, 1953, 1972, 1986, 1987, 1993, 2005
  - Médaille de bronze (11) : 1956, 1957, 1960, 1961, 1964, 1988, 1990, 1995, 2001, 2003, 2006